# Ronchi dei Legionari
Ronchi dei Legionari (en friülà, Roncjis di Monfalcon) és un municipi italià, dins de la província de Gorizia. Forma part de la Bisiacaria. L'any 2007 tenia 11.937 habitants. Limita amb els municipis de Doberdò del Lago, Fogliano Redipuglia, Monfalcone, San Canzian d'Isonzo, San Pier d'Isonzo i Staranzano. Conté les frazione de San Vito, Selz, Soleschiano i Vermegliano.

## Administració
| Període | Identitat        | Partit        |
| ------- | ---------------- | ------------- |
| 2004-   | Roberto Fontanot | la Margherita |